# Дошна Юлія
Юлія Дошна — польська співачка українського (а саме лемківського) походження.
Народилася у Низьких Бескидах у лемківській родині, з дитинства займалася музикою. Деякий час брала участь у фолковому колективі «Łemkowyna», невдовзі залишила його та почала сольну кар'єру.
Виконує пісні на лемківському діалекті у традиційній манері, з мінімальним музичним супроводом, іноді — а капела. Її альбом «Там, на Лемковині» був нагороджений другим призом на польському фестивалі фолк-музики «Folkowa Fonogram Roku».